# John Feckenham
John Feckenham (ur. ok. 1515, zm. 1584) – angielski duchowny katolicki, opat Westminster. Znany również jako John Howman, John z Feckenham, John Fecknam.

## Życiorys
Pochodził z rodziny chłopskiej z hrabstwa Worcester i dzieciństwo spędził w ubóstwie. W dorosłym życiu porzucił nazwisko po ojcu – Howman. Przydomek „z Feckenham” lub „Feckenham” pochodzi od nazwy lasu, w którym się urodził. Otrzymał wczesne wykształcenie w opactwie Evesham, gdzie szkolił się na Benedyktyna, a następnie studiował na Oksfordzie. Po ukończeniu studiów wrócił do życia zakonnego. Gdy jego klasztor w Evesham został rozwiązany w 1540 r., wrócił do Oksfordu, po czym w służył jako kapelan biskupa Worcester, Johna Bella oraz biskupa Londynu, Edmunda Bonnera.
Podczas rządów króla Edwarda VI został uwięziony w Londyńskiej Tower, z której wypuszczany był, by mógł brać udział w dysputach teologicznych. Feckenham był utalentowanym mówcą i posiadał konserwatywne poglądy na wiarę. Jego żarliwe przywiązanie do swojego wyznania zapewniło mu wolność, gdy katolicka Maria Tudor objęła tron w 1553 r. Mianowała go swoim spowiednikiem i kapelanem, jak również dziekanem katedry Św. Pawła w Londynie. Feckenham sprzeciwiał się prześladowaniom protestantów przez królową i wielokrotnie wstawiał się za oskarżonymi i skazańcami, m.in. siostrą Marii, Elżbietą, wysłaną do Tower w 1554 r. Duchowny znany był ze swojego miłosierdzia i działalności filantropijnej. Wysłany był również przez Marię do skazanej na śmierć Joanny Grey, której towarzyszył w ostatnich chwilach przed jej egzekucją.
W 1556 r. opactwo Westminsterskie zostało przywrócone i Feckenham został jego opatem, tym samym zdobył możliwość zasiadania w Izbie Lordów. Elżbieta I zastąpiła swoją siostrę na tronie w roku 1558, Feckenham był przeciwny jakimkolwiek zmianom religijnym w królestwie. Odmówił również złożenia przysięgi supremacji. Opactwo Westminsterskie zostało przekształcone w 1560 r. na tzw. Royal peculiar, przechodząc pod jurysdykcję monarchini, a opat z powrotem wysłany został do Tower, w której został przez czternaście lat. Nie odzyskał nigdy wolności i resztę swojego życia spędził pod okiem biskupów Winchesteru i Ely. Poświęcił się zupełnie działalności dobroczynnej. Zmarł w kościele w Wisbech, w październiku 1560 r.